# Condado de Sheridan (Kansas)
El condado de Sheridan (en inglés: Sheridan County), fundado en 1873, es uno de 105 condados del estado estadounidense de Kansas. En el año 2005, el condado tenía una población de 2,591 habitantes y una densidad poblacional de 1.1 personas por km². La sede del condado es Hoxie. El condado recibe su nombre en honor al general Phillip H. Sheridan.

## Geografía
Según la Oficina del Censo, el condado tiene un área total de 2322 km² (896,5 mi²), de la cual 2321 km² (896,1 mi²) es tierra y 1 km² (0,4 mi²) (0.03%) es agua.

### Condados adyacentes
- Condado de Decatur (norte)
- Condado de Norton (noreste)
- Condado de Graham (este)
- Condado de Gove (sur)
- Condado de Thomas (oeste)

## Demografía

Pirámide de edades

Según la Oficina del Censo en 2000, los ingresos medios por hogar en el condado eran de $33,547, y los ingresos medios por familia eran $38,292. Los hombres tenían unos ingresos medios de $26,351 frente a los $16,250 para las mujeres. La renta per cápita para el condado era de $116,299. Alrededor del 15.70% de la población estaban por debajo del umbral de pobreza.

## Transporte

### Autopistas principales
- Interestatal 70
- US-24
- US-83
- K-23

## Localidades
Población estimada en 2004;
- Hoxie, 1,158 (sede)
- Selden, 186

### Municipios
El condado de Sheridan está dividido entre 14 municipios. El condado no tiene ninguna ciudad independiente a nivel de gobierno, y todos los datos de población para el censo e las ciudades son incluidas en el municipio.

## Educación

### Distritos escolares
- Hoxie USD 412